# 세이부 지치부역
세이부 지치부역 또는 세이부치치부역(일본어: 西武秩父駅, せいぶちちぶえき)은 세이부 철도 세이부 지치부선의 마지막역이다. 일본 사이타마현 지치부시에 있다.
일부 열차는 지치부 철도 지치부 본선 미쓰미네구치역까지 직결운행을 한다.
지지부 철도와 직결운행하는 열차는 요코제역에서 나가토로로 가는 열차와 미쓰미네구치로 분리(상행선인 경우 결합)되는 과정을 거친다. 나가토로행은 이 역을 거치지 않고 바로 지치부 철도구간에 진입하고, 미쓰미네구치행은 세이부 지치부역을 거친 다음 스위치백 형식으로 지치부 철도구간 가게모리역에 진입한다.

## 타는 곳
| ↑ 아시가쿠보 가게모리 |
| 1 \| 2 3 \|           |
|                       |

| 1    | ■세이부 지치부선 | 특급 지치부 호 한노・도코로자와・이케부쿠로방면 |
| 2・3 | ■세이부 지치부선 | 한노・도코로자와・이케부쿠로방면                |
| 2・3 | ■지치부 철도     | 미쓰미네구치방면（일부열차）                    |

## 역세권 정보
- 오하나바타케역 - 도보환승 가능(5분거리)
- 지치부시청

## 역사
- 1969년 10월 14일 : 개업

## 지치부 철도 직결운행 열차의 운임계산
운임계산의 경우, 이 역과 오하나바타케역은 같은 역으로 취급된다. 예를 들면 이 역에서 미쓰미네구치행 열차를 승차했을 경우, 오하나바타케역에서 승차한 것으로 간주하여, 지치부 철도 운임으로 계산하며, 오하나바타케역에서 나가토로발 세이부 철도 직결운행 열차를 승차했을 경우는 이 역에서 승차한 것으로 간주하여 세이부 철도운임으로 계산한다.

## 인접역
| ■ 세이부 지치부선            | ■ 세이부 지치부선                 | ■ 세이부 지치부선 |
| ---------------------------- | --------------------------------- | ----------------- |
| 요코제 이케부쿠로, 한노 방면 | 특급 지치부 호 , ■쾌속급행, ■보통 | 시·종착역         |

| ■ 세이부 지치부선, 지치부 철도■ 지치부 본선 | ■ 세이부 지치부선, 지치부 철도■ 지치부 본선 | ■ 세이부 지치부선, 지치부 철도■ 지치부 본선 |
| ------------------------------------------- | ------------------------------------------- | ------------------------------------------- |
| 요코제 이케부쿠로, 한노 방면                | ■쾌속급행, ■보통                            | 가게모리 미쓰미네구치 방면                  |